# チオリン酸
チオリン酸（チオリンさん、Thiophosphate）は一般式 PS4−xOx3-（x=0, 1, 2, 3）で示されるリン化合物または陰イオンで、一つまたは複数の酸素および硫黄が様々な官能基で修飾されたものを含む。チオホスフェートまたはホスホロチオエート（Phosophorothioate, PS）ともいう。チオリン酸は5価のリンの周囲に硫黄および酸素が配位した四面体構造を取る。

## 有機チオリン酸化合物
有機チオリン酸化合物は有機リン化合物の一部であり、構造は無機チオリン酸化合物と同様である。一般式(RO)3-xRxPSで表され、ROの部分をRSで置換したものも含まれる。殺虫剤や医薬品、潤滑油添加剤として利用されているものも多い。
有機チオリン酸化合物
- ジアルキルチオリン酸鉛（潤滑油添加剤）[2]
- アンチセンス医薬に利用されるチオリン酸化合物
- アミホスチン（英語版）（がんの化学療法に用いられる）
- クロルピリホス（殺虫剤）
- マラチオン（殺虫剤）

オリゴヌクレオチドホスホロチオエート（OPS）はオリゴヌクレオチドのリン酸部分の酸素を硫黄に置換したものである。アンチセンス医薬の基礎となっており、ホミビルセン（Fomivirsen, 商品名：Vitravene）、オブリメルセン（Oblimersen）、アリカホルセン（Alicaforsen）、ミポメルセン（Mipomersen, 商品名：Kynamro）など様々な医薬が開発されている。

## 無機チオリン酸化合物
チオリン酸イオンは化学式[PS4−xOx]3－で表される。3価の陰イオンとしては極めて高いpHにおいてのみ存在し、通常はプロトン付加を受けて[HnPS4−xOx](3-n)-として観測される。

### 一チオリン酸塩

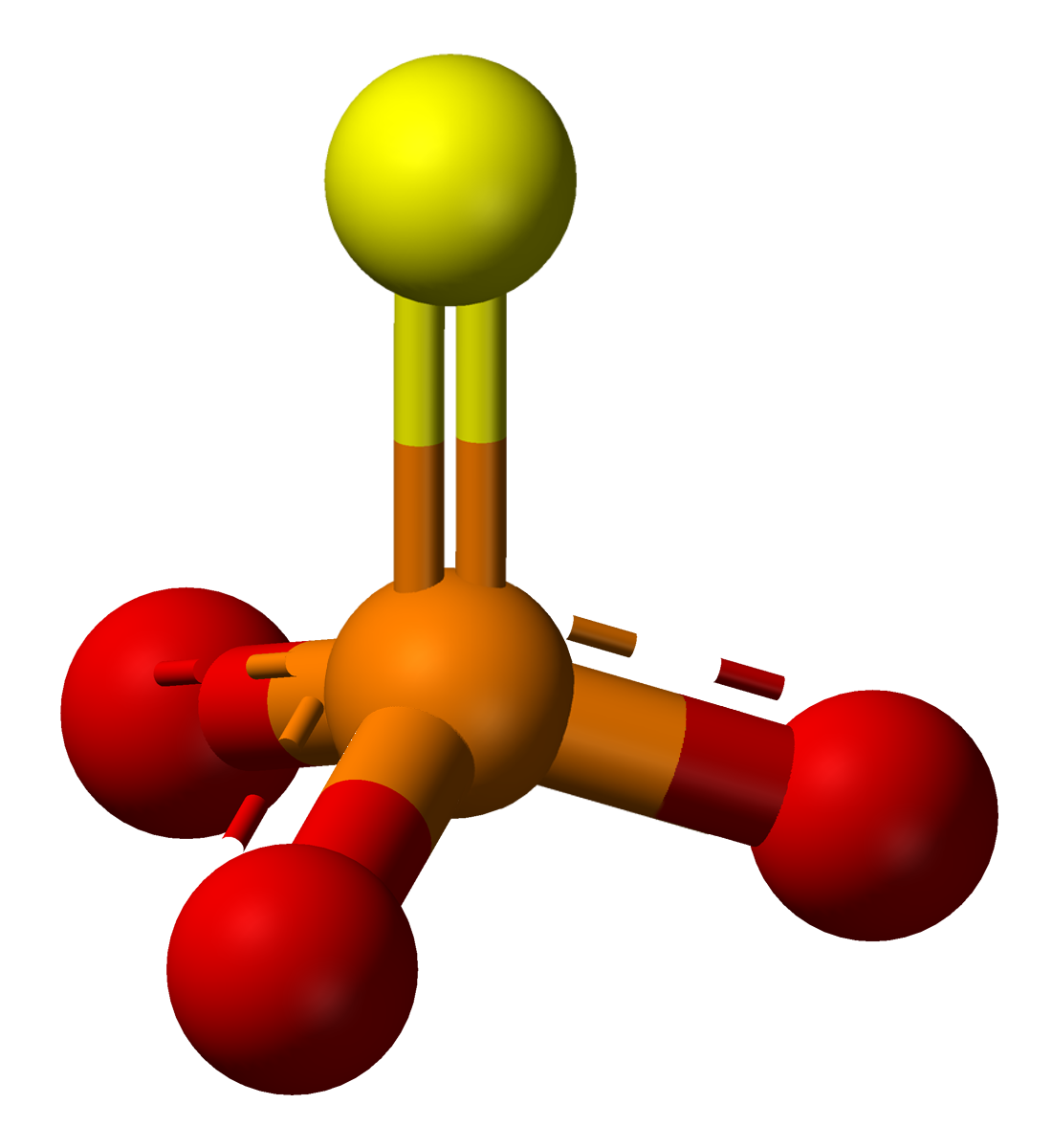
一チオリン酸の球棒モデル

一チオリン酸は[PO3S]3−で表される陰イオンで、C3v対称性を有する。塩としては一チオリン酸ナトリウム（Na3PO3S）が知られている。一チオリン酸は生化学においてリン酸のアナログとして利用され、特に一チオリン酸エステル類は転写や置換干渉解析の試薬として用いられる。「一チオリン酸」という言葉が(CH3O)2POS−などのエステルを指す場合もある。

### 二チオリン酸塩
二チオリン酸は[PO2S2]3−で表される陰イオンで、C2v対称性を有する。五硫化二リンと水酸化ナトリウムを反応させることにより、無色透明の二チオリン酸ナトリウムが得られる。
P2S5 +6NaOH→2Na3PO2S2 +H2S+2H2O
二チオリン酸は二チオリン酸バリウムを硫酸と反応させることで単離できる。
Ba3(PO2S2)2 +3H2SO4 →3BaSO4 +2H3PO2S2
Na3PO2S2は加水分解して一チオリン酸塩と硫化水素を生ずる。
Na3PO2S2 + 2H2O → Na3PO3S + H2S

### 三チオリン酸塩および四チオリン酸塩
三チオリン酸イオンは[POS3]3−で表され、C3v対称性を有する。また、四チオリン酸イオンは[PS4]3−で表され、Td対称性を有する。